# Джиццерія
Джиццерія (італ. Gizzeria, сиц. Jazzarìa) — муніципалітет в Італії, у регіоні Калабрія,  провінція Катандзаро.
Джиццерія розташована на відстані близько 460 км на південний схід від Рима, 36 км на захід від Катандзаро.
Населення — 4829 осіб (2014).
Щорічний фестиваль відбувається 24 червня. Покровитель — святий Іван Хреститель.

## Демографія
Населення за роками:

Станом на 1 січня 2023 року в муніципалітеті офіційно проживали 742 іноземці з 42 країн, серед них 114 громадян країн Євросоюзу та 23 громадяни України.

## Сусідні муніципалітети
- Фалерна
- Ламеція-Терме